# 此花區
此花區（日语：／ Konohana ku */?）是日本大阪府大阪市的24區之一，位於大阪市的西部，淀川出海口和舊淀川之間，西側臨大阪灣，轄區包括位於大阪灣上的人工岛舞洲及夢洲。
區名「此花」取自和歌難波津。

## 歷史
過去為淀川河口區域的許多河岛，曾有許多漁村。江戶時代開始以围垦方式取得更多的土地，因此有些地名便是以當時開發者的姓名來命名。1620年，幕府曾在此設立最早的船奉行所，負責管理大阪以西地區經由船法川進入大阪市區的船隻。
現在的此花區範圍在1889年實施町村制屬於西成郡野田村、稗島村、川北村和傳法村4個行政區劃。1897年野田村、川北村和傳法村的部分地區被併入大阪市，最初劃入北區和西區，此後在1898年至1910年期間由於挖掘新淀川讓淀川從此花區的北側直接通過進入大阪灣，此花區許多土地因此成為淀川的河道。同時以住友財閥為主在此興建了大量的工廠。
1925年先前併入大阪市的區域加上原屬野田村、下福島村、上福島村的區域被劃出設立為此花區；同年川北村和傳法町其他未在1897年併入大阪市的部分也被併入大阪市，但此次併入的區域在當時是被劃入西淀川區。
1927年位於新淀川河口與舊淀川河口之間的海埔新生地完成，住友電氣工業、住友金屬工業、住友化學、日立造船、大阪瓦斯、汽車製造的大型工廠也隨之完成。
1943年過去原屬野田村、下福島村、上福島村的區域被劃出新設為福島區，同時位於淀川以南，屬於西淀川區的舊船法町和川北村部分區域被劃入此花區，也形成現在的此花區轄區範圍。
在第二次世界大戰期間，由於為重工業區域，曾遭到美軍密集的轟炸；在戰爭結束後，也由於公害因素讓工廠開始外移，工廠遷移後閒置的空地有部分成為在2001年開幕的日本環球影城。

## 交通
西日本旅客鐵道大阪環狀線通過轄內東部，設有西九條車站，西九條車站同時也是通往日本環球影城的櫻島線的轉乘車站，櫻島線在此往西穿過整個此花區，沿線設有安治川口車站、環球城車站、櫻島車站。
阪神電氣鐵道阪神難波線同樣也通過西九條車站，除了西九條車站，在此花區轄內還設有千鳥橋車站和傳法車站。

### 鐵路
西日本旅客鐵道
- 大阪環狀線：西九條站
- 櫻島線（JR夢咲線）：西九條站 - 安治川口站 - 環球城站 - 櫻島站

大阪市高速電氣軌道（大阪地下鐵）
- 中央線：夢洲站

阪神電氣鐵道
- 阪神難波線：西九條站 - 千鳥橋站 - 傳法站

## 本地出身之名人
- 木下春奈：藝人
- 濱本由惟：桌球選手、模特兒
- 橫山裕：藝人
- 有野晉哉：喜劇演員
- 濱口優：喜劇演員

## 外部連結
- （日語） 此花區公所的Facebook專頁
- （日語） 此花區公所的X（前Twitter）